# Намюр
Намю́р (фр. Namur, валлон. Nameûr, нидерл. Namen) — город в центре Бельгии, столица региона Валлония (с 1986), административный центр одноименной валлонской провинции. Город расположен в 65 км к юго-востоку от Брюсселя, у впадения реки Самбра в Маас. Население — 106,8 тыс. человек (2005).

## История
С глубокой древности через Намюр пролегал путь через Арденны. В VII веке Меровинги построили крепость у стратегически важного впадения Самбры в Маас. В 908 году образовалось графство Намюр. Противоположным берегом владели льежские епископы, выстроившие там город Жамб, который соединён с Намюром 500-летним мостом. В 1262 году Намюр вошел в состав графства Фландрия. В 1421 году графство прикупил герцог Филипп III Добрый.
Намюр оставался в составе Бургундских и Испанских Нидерландов до войны Аугсбургской лиги, в ходе которой несколько раз переходил от Вильгельма III Оранского к маршалу Буффле и обратно. Людовик XIV поручил Вобану укрепить и расширить средневековую Намюрскую твердыню. Борьба за Намюр в конце XVII века упоминается на каждой второй странице классического романа Лоренса Стерна «Тристрам Шенди».
В военную историю Намюр вошёл после нескольких осад, среди которых наиболее известны осады города в 1672, 1746, 1792 и 1914 гг.
Намюр вновь оказывался в центре боевых действий во время Революционных войн, Первой мировой войны и Арденнской операции 1945 года. После разрушений неизменно восстанавливался. Перестроенная Намюрская крепость сохраняла военное значение до 1862 года.

## Достопримечательности
- Огромная Намюрская крепость, которая обновлялась и расширялась на протяжении многих веков
- Намюрский собор во имя св. Альбана (1751—67, позднее барокко)
- Церковь Сен-Лу 1621—45 гг. постройки с богатым раннебарочным убранством
- Музей эротических гравюр Фелисьена Ропса
- Мясные ряды XVI века, приспособленные под археологический музей
- Памятники гражданского и культового зодчества XVII века
- Музей епископии с реликвиями средневековых графов Намюра

## Религия
С начала XVII века в Намюре сильны позиции иезуитов. Под их эгидой действуют Университетские факультеты Божией Матери Мира.
В Намюре в 2007 году во имя преп. Серафима Саровского освящен православный храм Московской Патриархии.

## Международные отношения

### Города-побратимы
- Клуж-Напока, Румыния
- Хюэ, Вьетнам
- Королёв, Россия
- Печ, Венгрия
- Квебек, Канада

### Города-партнёры
- Belmont, California, США
- Лафейетт, США
- Masina, Kinshasa, Демократическая Республика Конго
- Огаки, Япония
- Пуатье, Франция
- Вааса, Финляндия

## Галерея

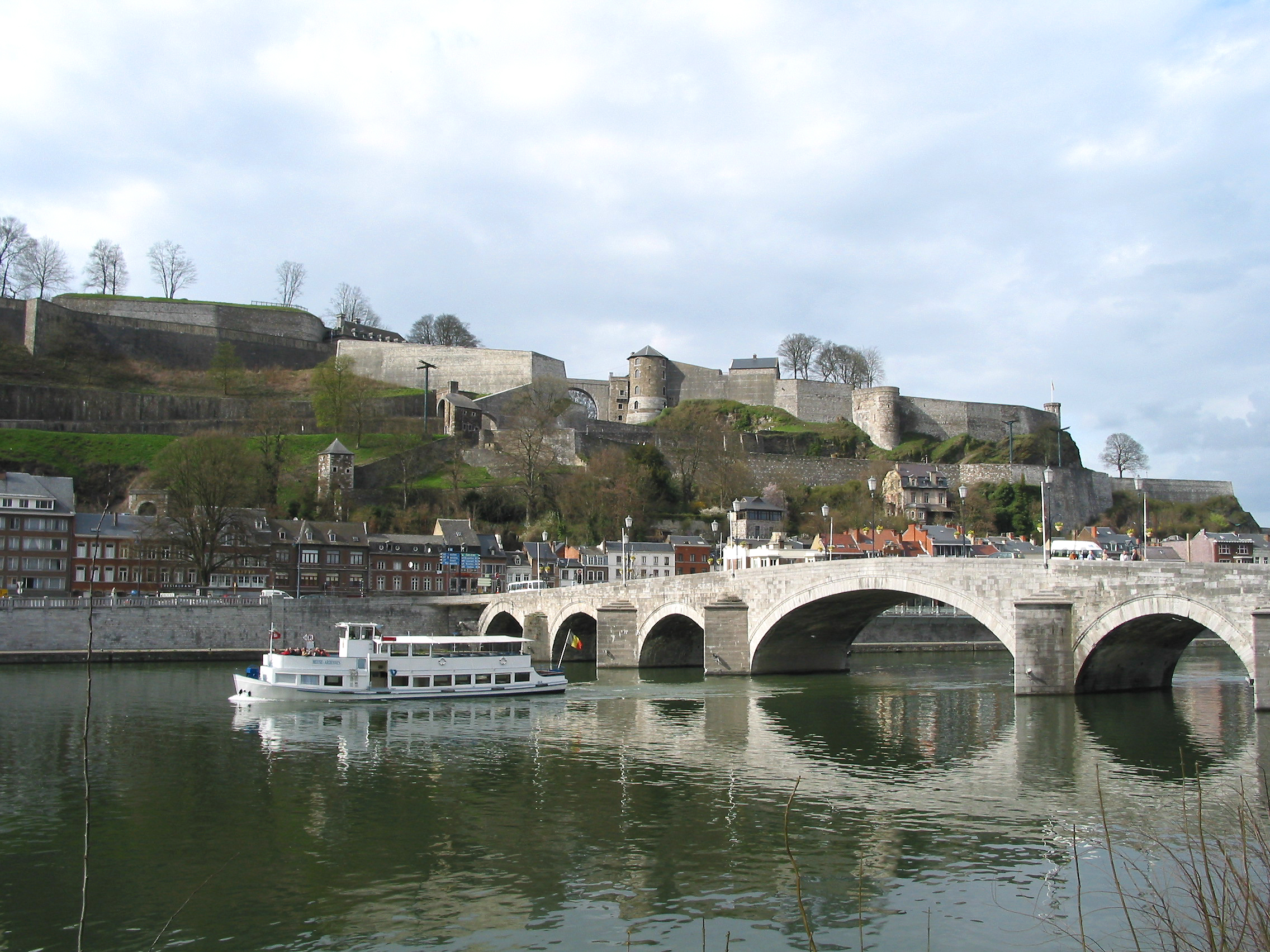
Жамбский мост
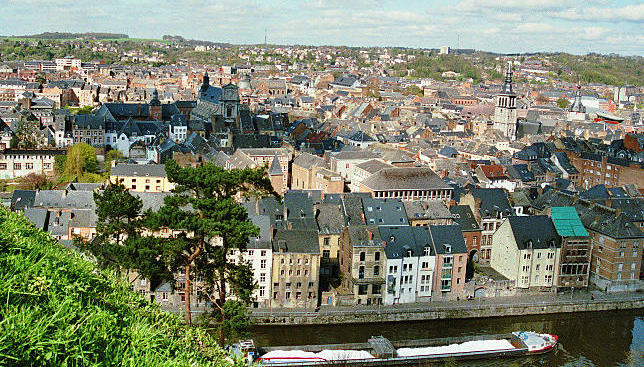
Квартал пивоваров
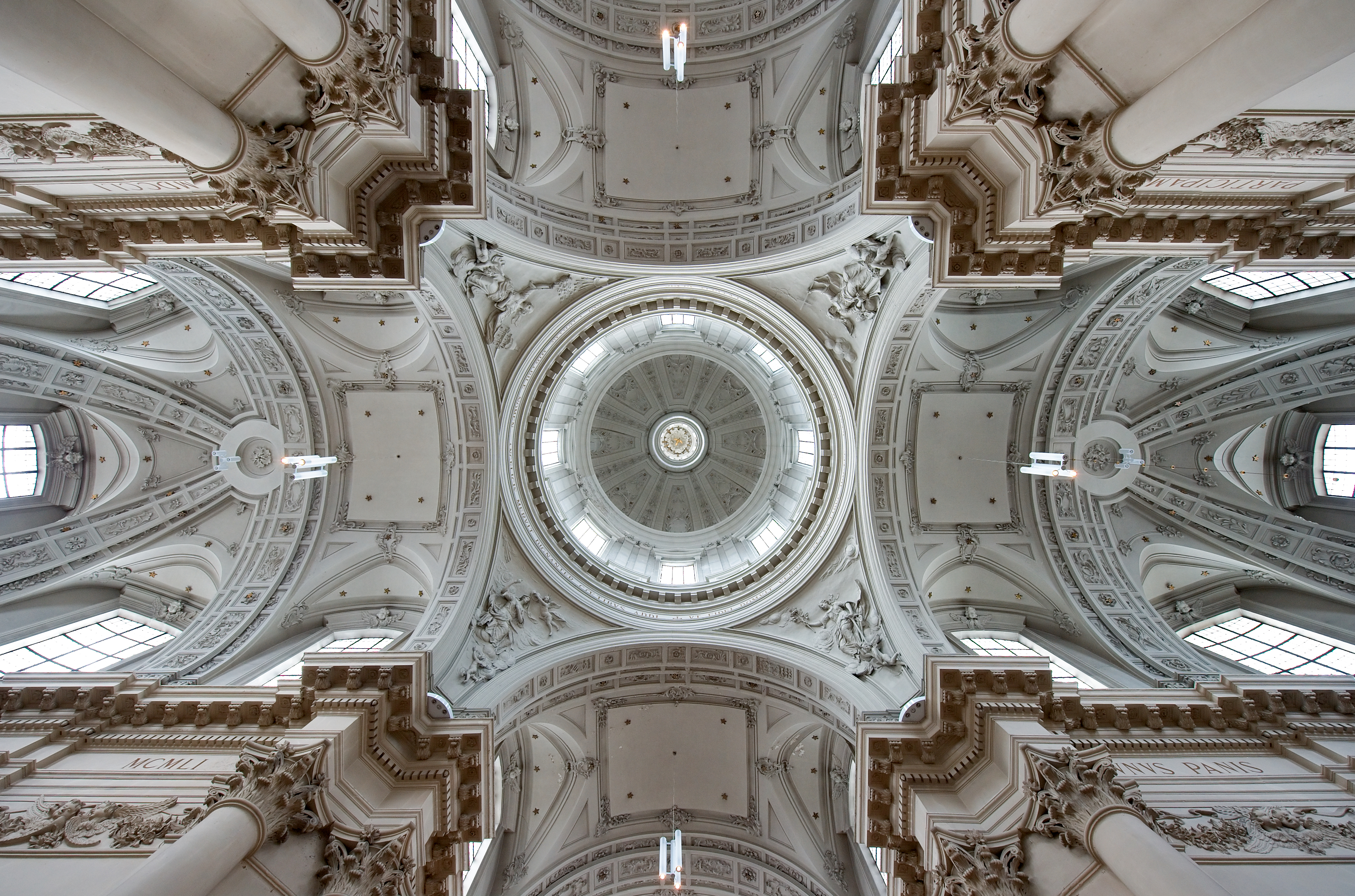
Купол собора
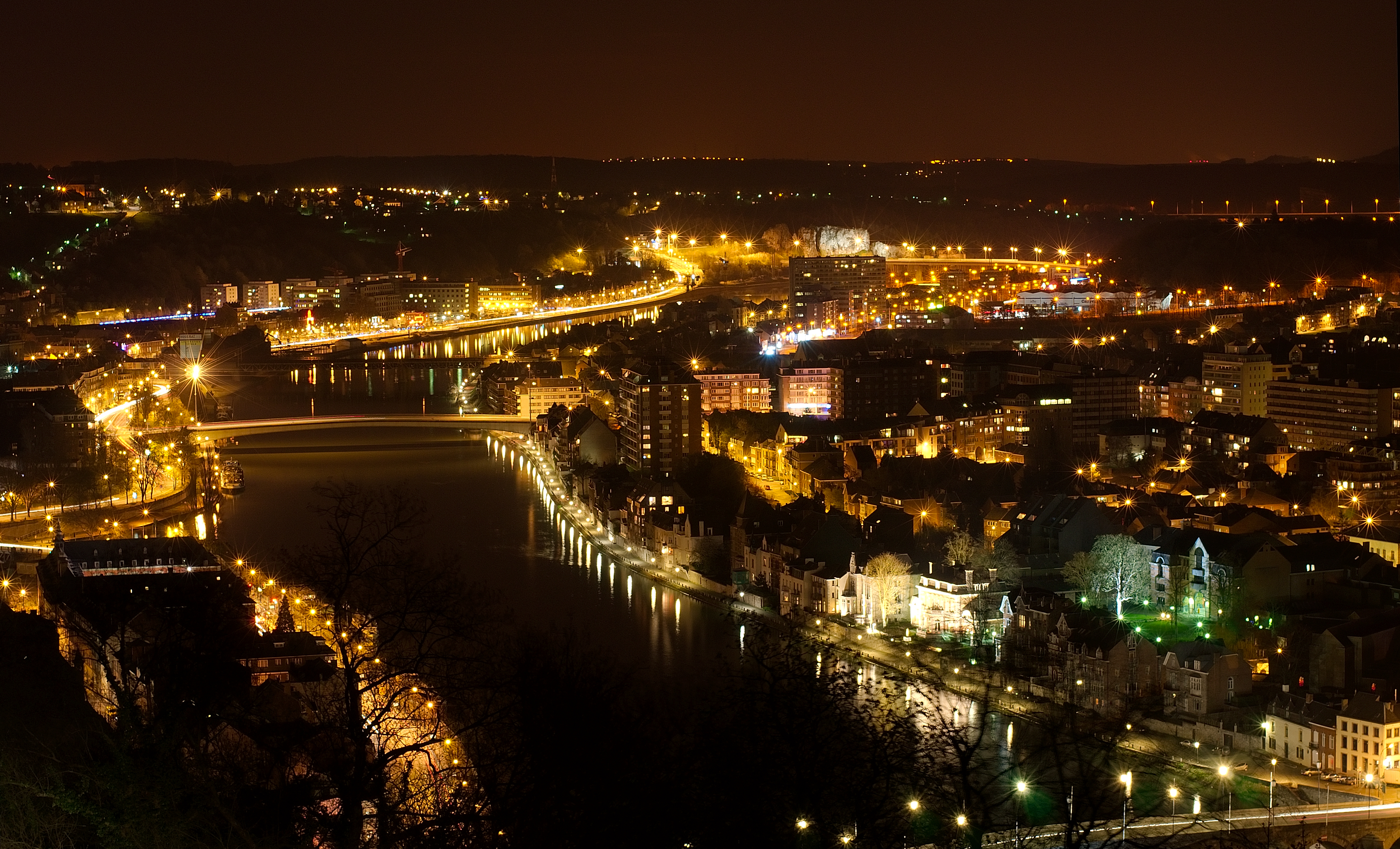
Ночной Намюр
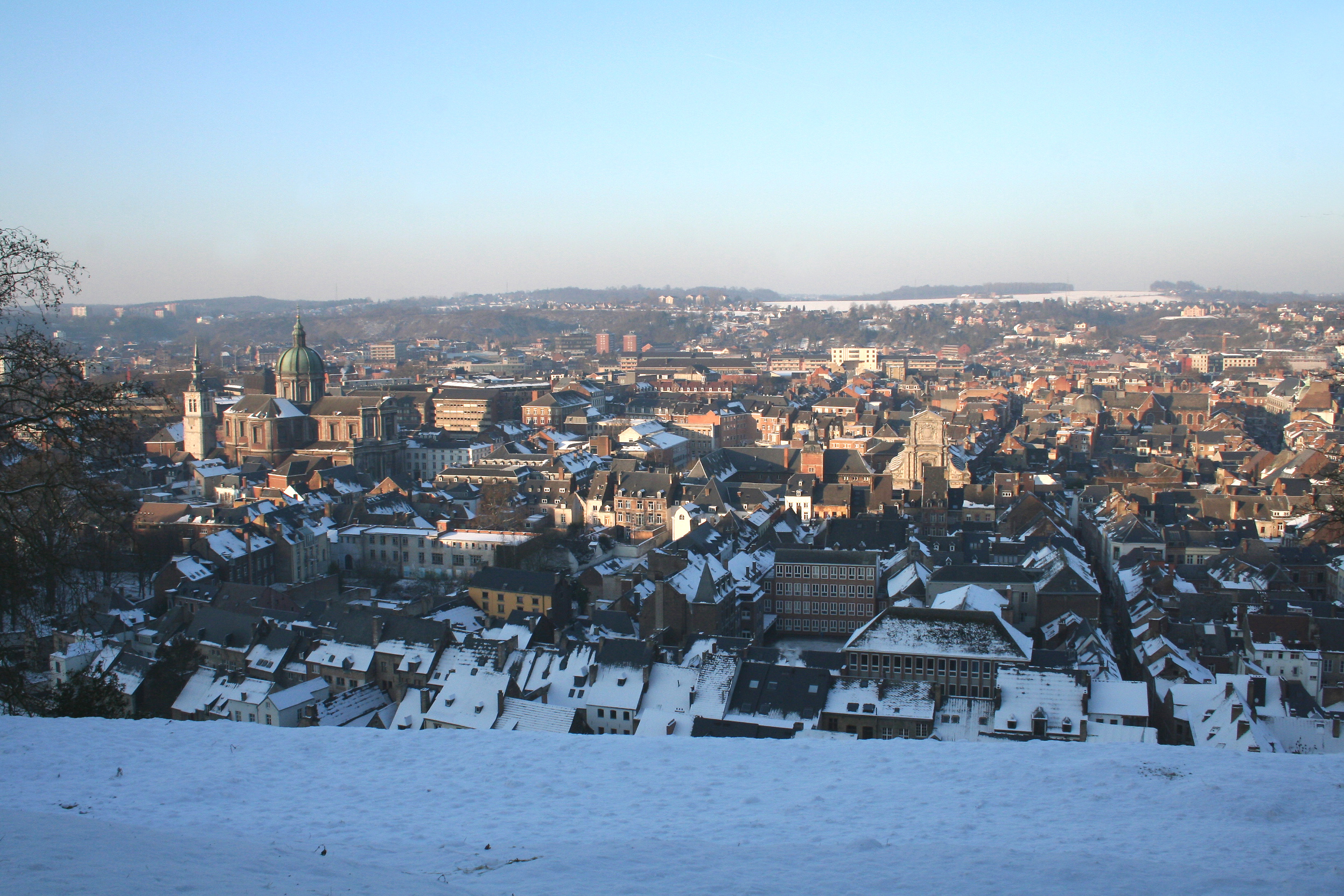
Зимний Намюр
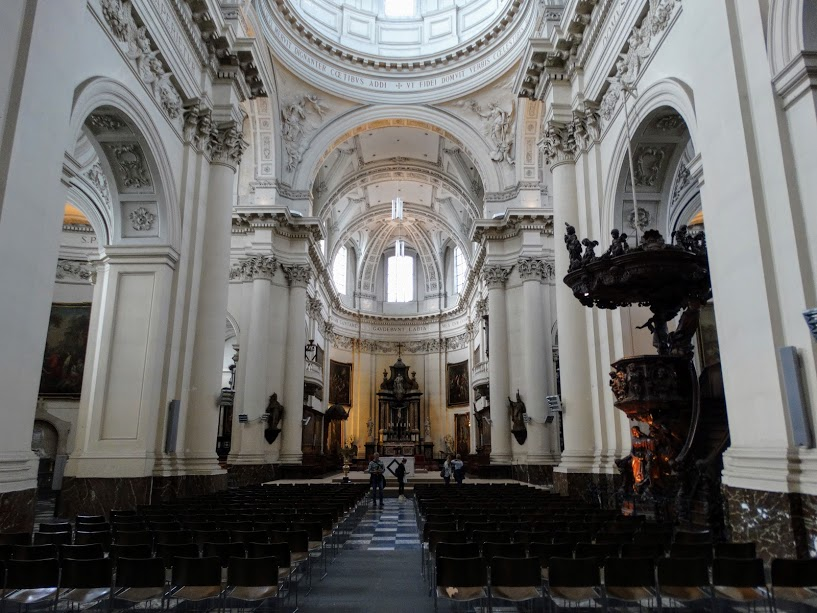
Собор
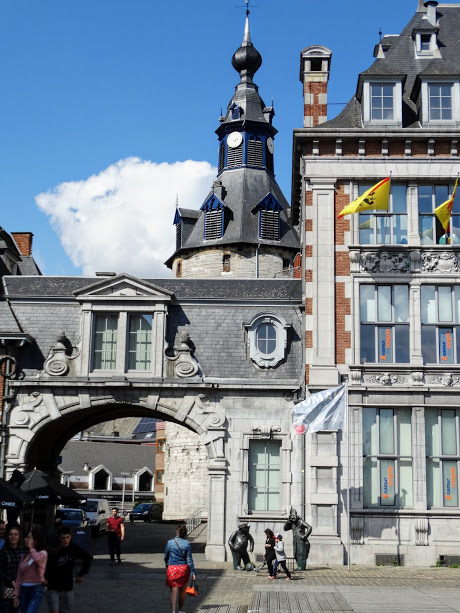
Старый город